# Irena Tuwim
Irena Tuwim (Łódź, 1900. augusztus 22. – Varsó, 1987. december 7.) lengyel költőnő, a Skamander csoporttal állt kapcsolatban. Emellett angol, német, spanyol, orosz műfordító is volt.
Gyermekkönyvek szerzője, Julian Tuwim lengyel költő húga. Fő műve a A. A. Milne Micimackójának lengyel nyelvű fordítása (lengyel címe: Kubuś Puchatek).